# سمندر تاجدار جنوبی
 سمندر تاجدار جنوبی (نام علمی: Triturus karelinii) نام یک گونه از سرده سمندر باله‌دار است.